# 烏克蘭反抗軍
烏克蘭反抗軍（烏克蘭語：Українська Повстанська Армія，羅馬化：Ukrainska Povstanska Armiia，簡寫：УПА）是烏克蘭歷史上的一個民族主義準軍事組織，以反納粹（1941年直到1944年德軍敗退）、反蘇聯、反波蘭，烏克蘭獨立為宗旨，在德蘇戰爭中的1942年10月成立，主要在西烏克蘭進行反抗紅軍、德軍的活動，戰後也繼續和蘇聯作戰。

## 历史
被认为是第一支乌克兰反抗军力量的军队是塔拉斯·布尔巴-博罗维茨于1940年6月20日建立的以白乌边境为基地的“波利西亚卫队”，该军事组织于1941年达到了10000人，由乌克兰人民共和国流亡政府以及梅尔尼克的乌克兰民族主义组织温和派的支持，持彼得留拉式的左翼民族主义路线。1941年8月21日-11月15日，他们在奥廖夫斯克成立了“奥廖夫共和国”。1942 年 9 月，博罗维茨与苏联游击队进行谈判，后者希望他将军事重点放在德国。两支队伍无法达成协议，因为博罗维茨拒绝服从苏联的指挥，并担心德国人对乌克兰平民进行报复。直到 1943 年春天，博罗维茨支队和苏联游击队之间仍然保持中立。1942年11月，他与沃里尼亚和波多利亚总区安全局局长普茨博士为代表的德国举行了会议，要求博罗维茨和他的手下加入对抗苏联游击队的战斗。随后，谈判以书面形式继续进行。博罗维茨要求释放被捕的乌克兰民族主义者，并提出政治要求，但遭到拒绝。1941年12月，布尔巴将其的部队改名为“乌克兰反抗军”，然而后来，乌克兰民族主义组织班德拉派要求取得乌克兰叛军的统一领导权，要求波利西亚卫队放弃从属于乌克兰人民共和国流亡政府而从属于他们，博罗维茨在与OUN-B的斗争中失利，绝大部分博罗维茨的军队被解散或吞并，余下部分被称为“乌克兰人民革命军”，1943年10月5日，乌克兰人民革命军宣布解散转入地下，实际停止活动。尽管他本人反对，他的部队仍然参与了对犹太人和波兰人的迫害。
虽然建立初期乌克兰反抗军视苏联为较德国更大的威胁，但乌克兰反抗军还是由于不满德国政策公开向德国宣战。而乌克兰反抗军的一些兵员和武器装备也来自于伪军中开小差的人员。1943年，德军眼看东线战场大势已去，而且德军发现乌克兰特别是乌克兰西部60%的地区已被民族主义分子控制。为了维持战争潜力，希特勒重新向抵抗首领班杰拉、羅曼·舒赫維奇示好，允许他们在2月成立公开的武装力量“乌克兰起义军”（UPA），班杰拉是政治领袖，舒赫维奇负责军事。随着苏联红军逼近，乌克兰起义军在開始强制“动员”居民参战，如果反对的话，就会施以鞭刑，最多的被打过115下，並直接对逃兵处于绞刑以节省子弹。曾制造过瓦莱尼亚与东加利西亚波兰人大屠杀等战争罪行。
1944年，苏军逐步收复乌克兰并由此进军中欧，起义军除以“礼送出境”为名逼迫德军退出乌克兰据点，还重点对苏联游击队、商人、小股苏军官兵（收集粮草的后勤人员）下手，目的是抢夺武器与物资。为了破坏对方声誉，双方有时穿上对方制服，迫害乌克兰和波兰平民，然后嫁祸给对方。为了瓦解起义军的核心力量，苏联政府发布命令，特赦一批起义军成员，同时成立特别机动部队集群，接纳内务部队、原游击队员和起义军投诚者，他们熟悉地形以及起义军的语言、战术和生活习惯等，可以有针对性作战。2月29日，乌克兰反抗军在罗夫诺州奥斯特罗赫区米利亚京伏击苏军大将尼古拉·费多罗维奇·瓦图京，瓦图京受重伤，其後於4月15日死亡。11月，起义军发布命令中止同苏军直接斗争，转入秘密破坏阶段。
1944-1945年冬，苏联边防军、游击队和红军合力剿杀起义军。1945年1月26日，内务部队第169步兵团的支援下，逮捕北部起义军首领斯捷利马舒克。1945年2月5日至6日，起义军总司令舒赫维奇在捷尔诺波尔州森林中召开会议，决定取消分队与百人队作战模式，全部化整为零，以小股兵力游击作战，防止主力部队被苏军集中围歼。仅1945年上半年，就有25868人投降。5月纳粹德国投降后，苏联政府镇压起义军的力度也逐渐加大，这一年共发动9238次清剿行动，34210人阵亡，46059人被俘，其中包括1008名大小头目，如起义军第一副司令克利亚奇科夫斯基和参谋长“喀尔波维奇”（化名）。1946年起，苏联政府以利沃夫军区、喀尔巴阡军区的全部兵力投入清剿行动，还派出特工渗透到起义军内部，大大削弱其战斗力。
1949年，烏克蘭反抗軍被正式解散，但部份勢力直到1956年仍持續活動，曾在1947年在波兰东部刺殺波蘭國防部副部長苏军大將卡罗尔·希维尔切夫斯基，促使波兰政府在苏联的支持下展开了维斯瓦河行动，进行清算以清除波兰东南部当地乌克兰人对反抗軍的物质支持。1950年3月，苏军最终在利沃夫郊外咬住乌克兰起义军主力，总司令舒赫维奇阵亡，继任者库克（Kuk）不久也被捕（2007年病故）。1959年，躲藏在西柏林的政治领袖班杰拉也被苏联特工斯塔申斯基用毒雾枪刺杀。在不断遭受重大损失之后，乌克兰起义军的有组织抵抗才逐渐消失。
在苏联统治时期，乌克兰起义军一直被视为禁忌话题，直到1991年苏联解体后才被提及。

## 反抗军与第三帝国盟友的关系

### 反抗军与亲卫队第14师
宣布成立党卫军加利西亚师的消息在加利西亚引起了轰动。这被视为第三帝国对乌克兰政策发生变化的宣布。因此其征募到了大量士兵。其中包括一些OUN的成员和同情者。然而，来自沃伦的乌克兰反抗军指挥官德米特罗·克利亚奇基夫斯基和列昂尼德·斯图普尼茨基反对招募。在他们的影响下，OUN-B公开表示反对党卫军加利西亚师。反抗军称加利西亚师为叛徒，加利西亚师则称反抗军为“躲在树林里的黑帮”。然而，并没有明确的关于加利西亚师和反抗军的交战记录。反抗军试图在加利西亚师中引入一些忠于反抗军的成员，但纳粹德国通过审查使其没有实现。在加利西亚师被击溃后，其残部有数百人加入了反抗军。

## 勳章
烏克蘭反抗軍曾設立兩種不同形式的勳章，且每一個勳章都設有五個等級。

### 戰鬥功績十字勳章 （烏克蘭語：Хрест Бойової Заслуги）
創立時間：1944年1月27日
授予標準為：
1. 以特殊軍事方式表現優異的 UPA 士兵和平民。
2. 在戰鬥中以特殊的軍事風範履行職責並在光榮的戰場上犧牲的UPA士兵和平民。

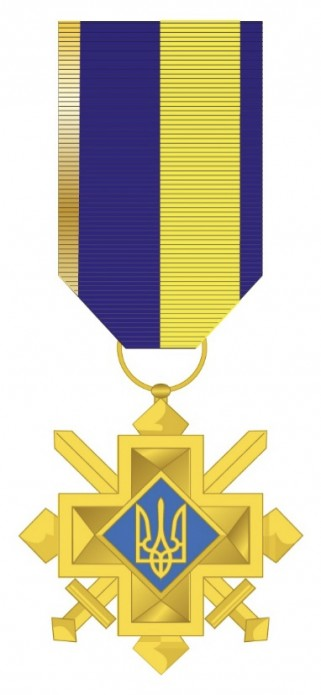
現代烏克蘭的軍事功勳十字勳章

該勳章的設計也延用至現代烏克蘭的軍事功勳十字勳章（烏克蘭語：Хрест бойових заслуг）。
|      | 一級 | 二級 | 三級 | 四級 | 五級 |
| ---- | ---- | ---- | ---- | ---- | ---- |
| 勳章 |      |      |      |      |      |
| 略勳 |      |      |      |      |      |

### 功勳十字勳章 （烏克蘭語：Хрест Заслуги）
創立時間：1944年1月27日
授予標準為：
- 為烏克蘭武裝部隊發展做出特殊貢獻的UPA士兵和平民。

|      | 一級 | 二級 | 三級 | 四級 | 五級 |
| ---- | ---- | ---- | ---- | ---- | ---- |
| 勳章 |      |      |      |      |      |
| 略勳 |      |      |      |      |      |

## 軍階
烏克蘭反抗軍採用雙軍階系統，代表其中包括了指揮職位和傳統軍階。由於在組織初期嚴重缺乏合格且政治上可靠的官員，因此制定了職能系統。
| Головний командир УПА | Краєвий командир УПА | Командир Воєнної Округи | Командир загону | Курінний | Курінний бунчужний | Сотенний | Бунчужний сотні | Чотовий | Ройовий |
| 最高指揮官            | 區域指揮官           | 師長                    | 旅長            | 營長     | 副營長             | 連長     | 副連長          | 排長    | 班長    |

反抗軍軍階系統由最少七個軍官軍階、四個士官軍階和兩個士兵軍階組成。已知軍階的等級順序及其近似的美國陸軍等效軍階如下：
| 反抗軍軍階         | 美國陸軍軍階 |
| ------------------ | ------------ |
| Heneral-Khorunzhyj | 准將         |
| Polkovnyk          | 上校         |
| Pidpolkovnyk       | 中校         |
| Major              | 少校         |
| Sotnyk             | 上尉         |
| Poruchnyk          | 中尉         |
| Khorunzhyj         | 少尉         |
| Starshyj Bulavnyj  | 士官長       |
| Bulavnyj           | 一級軍士長   |
| Starshyj Vistun    | 上士         |
| Vistun             | 軍士         |
| Starshyj Strilets  | 上等兵       |
| Strilets           | 士兵         |

## 圖片

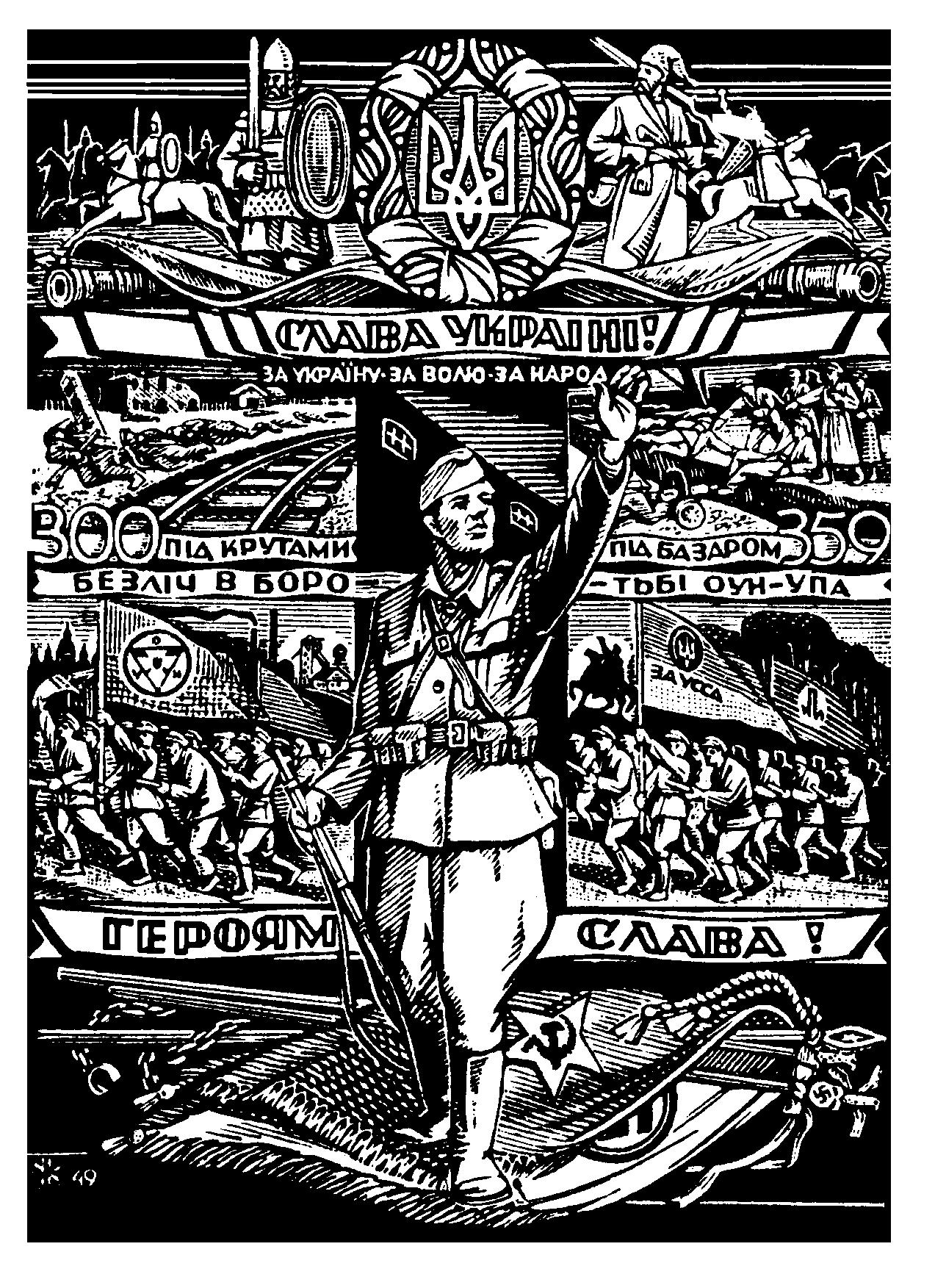
乌克兰反抗军宣传画。图中的反抗军士兵脚下踩着纳粹德国和苏维埃俄国的旗帜。
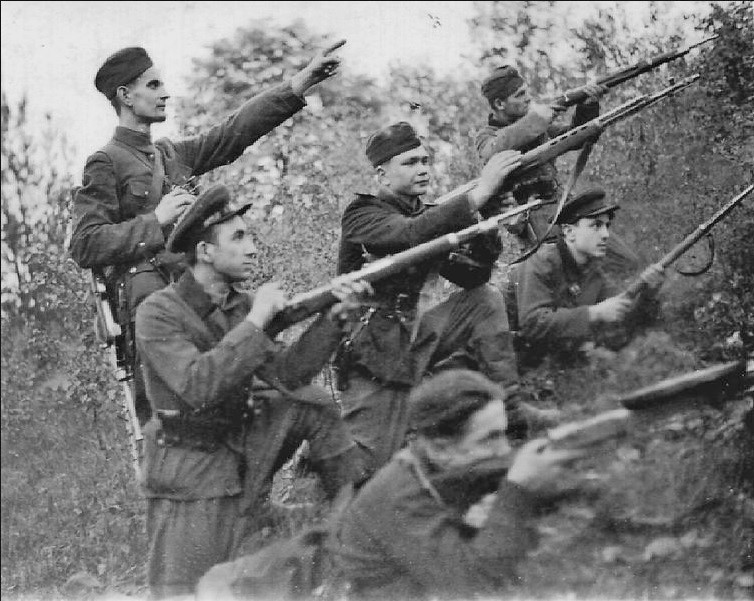
隸屬於奧斯特羅格軍團的烏克蘭反抗軍。1943 年 12 月
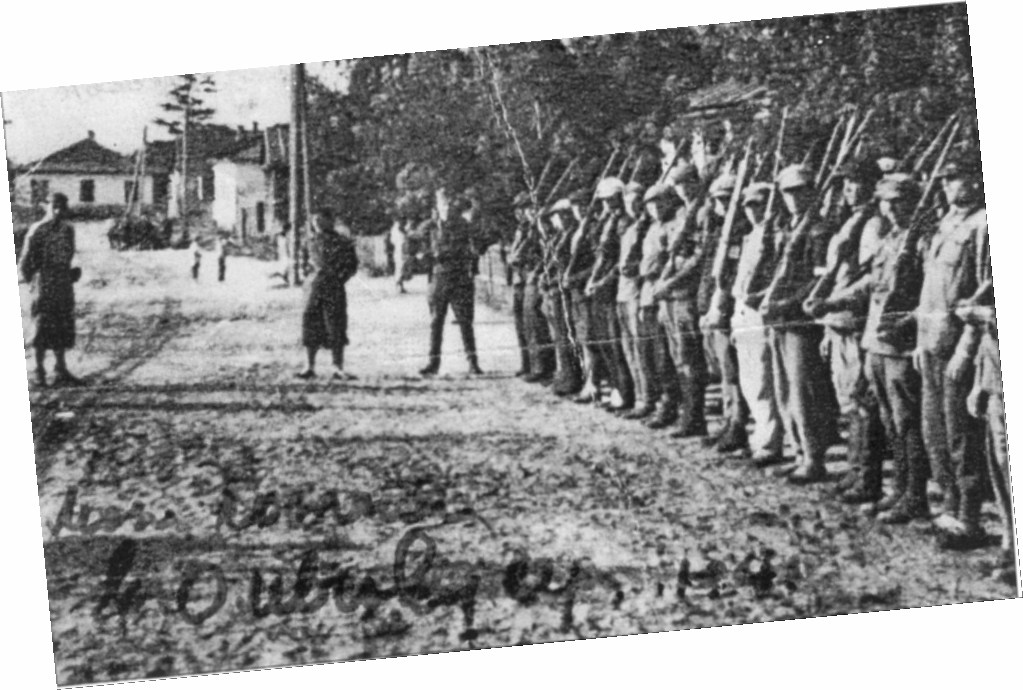
於奧列夫斯克市的 UPA 部隊，1941 年秋

## 苏德占领区的其他类似组织
- 波兰家乡军
- 森林兄弟

## 外部連結
- UPA - Ukrainian Insurgent Army （页面存档备份，存于）
- Ukrainian Insurgent Army, Encyclopedia of Ukraine （页面存档备份，存于）
- Chronicle of the Ukrainian Insurgent Army （页面存档备份，存于）